# Bönnigheim
Bönnigheim est une ville allemande située dans le Bade-Wurtemberg, dans l'arrondissement de Ludwigsbourg. Elle est jumelée avec la ville de Rouffach dans le Haut-Rhin.
Le château de Bönnigheim, où vécut la grande collectionneuse d'art naïf et d'art brut Charlotte Zander, est devenu le Musée Charlotte Zander et en expose la collection. On y trouve, entre autres, des œuvres du Douanier Rousseau, d'André Bauchant et de Ferdinand Desnos.

## Personnalité
- Jakob Erhardt (1823-1901), missionnaire et explorateur, y est né.